# 大久保智生
大久保 智生（おおくぼ ともお、1977年 -  ）は、日本の心理学者。香川大学教授。専門は教育心理学、社会心理学、犯罪心理学。埼玉県出身。
関西学院大学文学部教育学科教育心理学専修卒業。早稲田大学大学院人間科学研究科博士後期課程修了。

## 経歴
- 1995年3月　埼玉県立熊谷高等学校卒業
- 1995年4月　関西学院大学文学部教育学科教育心理学専修入学
- 1999年3月　関西学院大学文学部教育学部教育心理学専修卒業
- 2000年4月　早稲田大学大学院人間科学研究科修士課程入学
- 2002年3月　早稲田大学大学院人間科学研究科修士課程修了　修士（人間科学）
- 2002年4月　早稲田大学大学院人間科学研究科博士後期課程入学
- 2005年3月　早稲田大学大学院人間科学研究科博士後期課程修了　博士（人間科学）論文の題は「青年の学校適応への関係論的アプローチ(A relational theory approach to school adjustment in adolescence)」[1]。

## リンク
- 研究室のホームページ - ウェイバックマシン（2013年6月22日アーカイブ分）
- 研究室の連絡・宣伝用ブログ